# Глинобитные строения

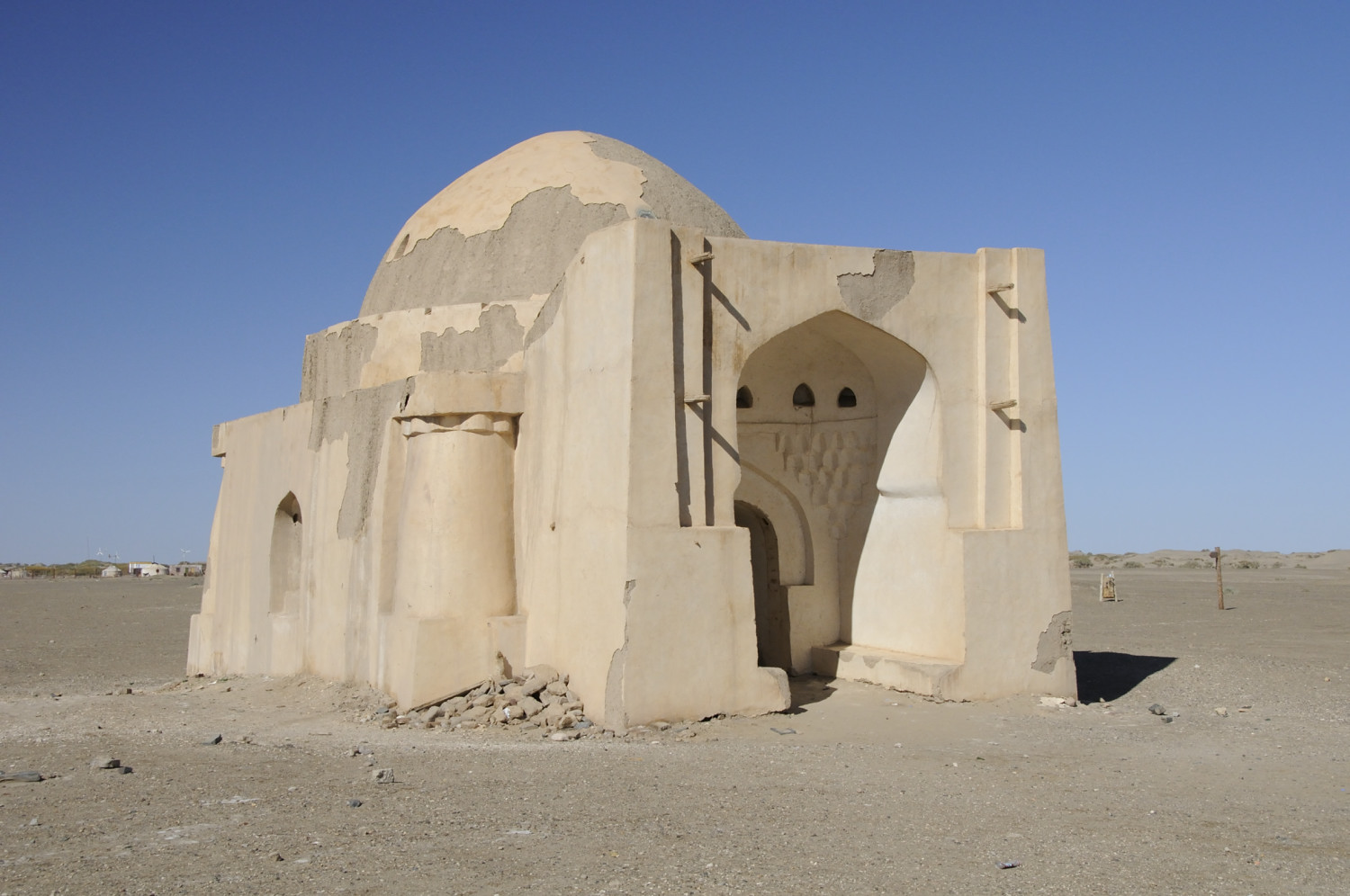
Глинобитная постройка в Хара-Хото

Глинобитные строения — архитектурные сооружения, стены которых возводятся из глины (или из земли, но, в отличие от землебитных строений, обязательно содержащей значительную примесь глины), частицы которой плотно соединяются между собой посредством запрессовки. Иногда глина смешивается с соломой (см. Саман) или вереском.
Для возведения глинобитных строений необходимы формы, или ящики, состоящие из двух дощатых щитов, соединённых параллельно брусками. Длина таких щитов достигает 6 метров. Глинобитные стены по большей части возводятся на обыкновенном каменном фундаменте с цоколем, для защиты их от влияния грунтовой сырости. На фундамент ставятся щиты, и в образовавшийся таким образом промежуток насыпают глинистую массу на полметра и уколачивают трамбовками. По уплотнении и отвердении готовой части стены, выбивают поперечные бруски, снимают щиты и подвигают их на другое место, для продолжения работы. Образовавшиеся пустоты от вынутых брусков забивают глиной на всю толщину стены. Другие рамы (коробки) вставляют между щитами там, где должны быть окна или двери. Дымовые каналы выводятся в отдельных кирпичных столбах, как в деревянных постройках. Набивные стены иногда устраиваются между кирпичными столбами, которые увеличивают прочность постройки. Сюда следует отнести стены из сырца или воздушного кирпича (лемпач), то есть кирпича, высушенного на воздухе. Такие стены в среднем имеют толщину от 35 до 60 см и кладутся с соблюдением перевязки и на глинистом растворе. Иногда стена делается набивной внутри, с обделкой с лица и с внутренней стороны сырцом. Под названием мазанок, употребляемых на Украине, известны строения из глины, которая накладывается прямо слоями с помощью вил с последующим выравниванием стены специальным инструментом. Плетнёвые мазанки, употребляемые для маловажных холодных построек, представляют собой плетень, обмазанный глиной, стены же строений, предназначаемых для жилья, представляют два ряда плетней, промежуток между которыми заполняется веществом, плохо проводящим тепло, и снаружи обмазываются глиной.

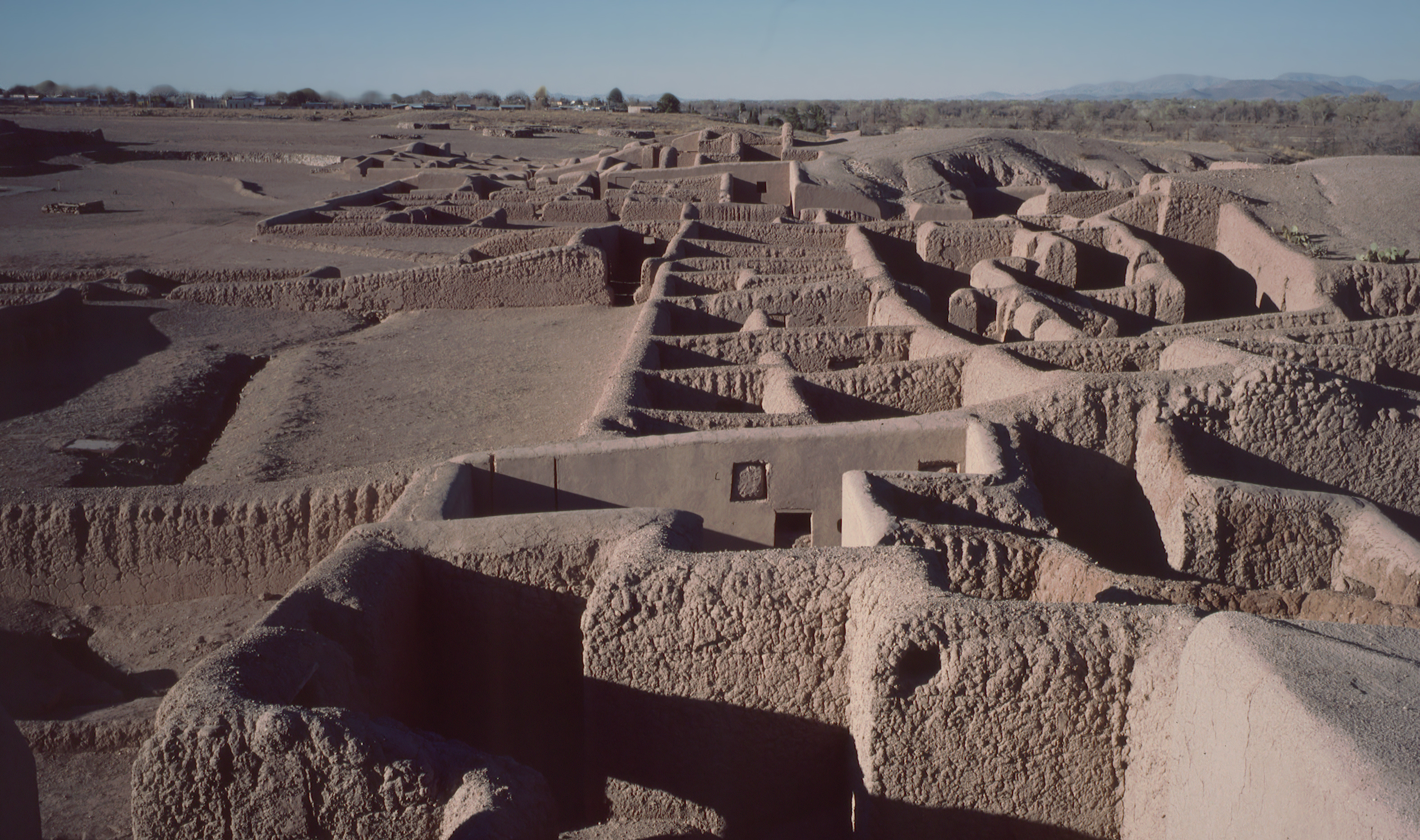
Глинобитные строения в Пакиме

Глинобитные (дувальные) строения были особенно распространены в Туркестанском крае Российской империи, где почти все местные постройки (часто и в русских селениях) были воздвигнуты из глины. Редкое исключение составляли жилища более зажиточных граждан в больших городах, построивших себе более совершенные дома. Из глины там нередко делались и заборы. Для употребления в дело, глину предварительно перемешивали с водой, пока она не превратится в однородную массу. Затем, дав глине время высохнуть до степени густого теста, её уминали ногами до тех пор, пока она не становилась в состоянии поддерживать рабочего. Тогда глина считалась годна для употребления на глинобитные постройки. В качестве фундамента или цоколя иногда укладывался слой камня или один или несколько рядов кирпича, а затем начинается кладка приготовленной глины. Сложив стену на высоту от 50 до 70 см (так называемая пахса), срезали лопаткой неровности стены и давали ей окрепнуть в течение нескольких дней, после чего продолжали возводить стену снова на такую же высоту. Для устойчивости стена делается внизу толще, чем наверху. Комья глины, придавливаемые с размаха один к другому, весьма плотно склеивались между собой.
Помимо зданий, по схожему принципу изготавливались полы, камины и дымовые трубы в жилищах.

### Глиномятные и глинолитные строения
Прием набивки стен при помощи бездонных формовочных ящиков применяется также и к стенам глиномятным, отличающимся от глинобитных тем, что для них берется уже глина перемятая, в смеси с соломой. Разница заключается здесь лишь в том, что солома поступает в глиняную массу не мелкоизрубленной, а нарезанной длинными стеблями. Иногда даже вместо соломы в глину идут мелкие и гибкие древесные сучья, а также мякина, льняная и просяная обмялина и т. п. Так как мятая глина несравненно выгоднее взятой прямо из земли, то сооруженные из неё глиномятные стены просыхают гораздо медленнее, а потому их приходится по возможности делать максимально тонкими. При высыхании такие стены дают трещины, которые необходимо хорошо замазывать. Окна и двери образуются при помощи закладных колод, а иногда оставляются в грубом виде, вырубаясь затем, после просушки стен, специальным инструментом. Стропила укладываются по продольным мауэрлатам, а стены получают внешнюю отделку, вполне сходную с указанной выше для стен саманных.
Глиномятные сооружения имеют множество недостатков, основным из которых является их весьма слабая огнестойкость. Хотя, такая стена загореться не может, но зато при пожаре трескается и быстро разрушается. Примешиваемая к глине солома благодаря медленному просыханию глиняной массы легко сгнивает, образуя в стене пустоты, ведущие к неравномерной осадке. Кроме того, солома часто имеет некоторую примесь оставшегося в ней зерна, служащего приманкой для мышей, охотно проделывающих в глиняной стене ходы и норы. Все это заставило в конце XIX — начале XX века практически отказываться от сооружения глиномятных стен, заменяя их или глинобитными, или же, что всего лучше, — саманными.
Все это ещё в большей степени относится вообще и к самым плохим из глиняных стен, а именно глинолитным, или литушкам. Последние сооружаются самым примитивным способом, без всяких ящиков, а просто при помощи поливания полужидкой глиной соломенных пучков, укладываемых рядами, накрест, при утаптывании всего этого ногами. В результате получается некрасивая, мохнатая от соломы стена, выравниваемая с поверхности глиняной смазкой. Такого рода примитивные стены использовались лишь для самых маловажных нежилых построек. В Российской империи глинолитные сооружения изредка встречались в 1880-х годах в Тульской, Орловской, Симбирской губерниях, но и там к началу XX века от них почти полностью отказались.